# Gulskuldrad trupial
Gulskuldrad trupial (Agelaius xanthomus) är en starkt utrotningshotad västindisk fågel i familjen trupialer.

## Utseende och läten
Gulskuldrad trupial är en 20–23 cm lång, glansigt svart trupial med en tydlig, gul skulderfläck. Ungfågeln är mer oansenlig och brunaktig. Lätena är många, bland annat visslande, gnisslande, raspande eller kacklande ljud.

## Utbredning och systematik
Gulskuldrad trupial förekommer på och kring Puerto Rico i Västindien. Den delas in i två underarter med följande utbredning:
- Agelaius xanthomus monensis – förekommer på Mona (utanför västra Puerto Rico)
- Agelaius xanthomus xanthomus – förekommer i lågland på sydvästra och nordöstra Puerto Rico

## Bilder

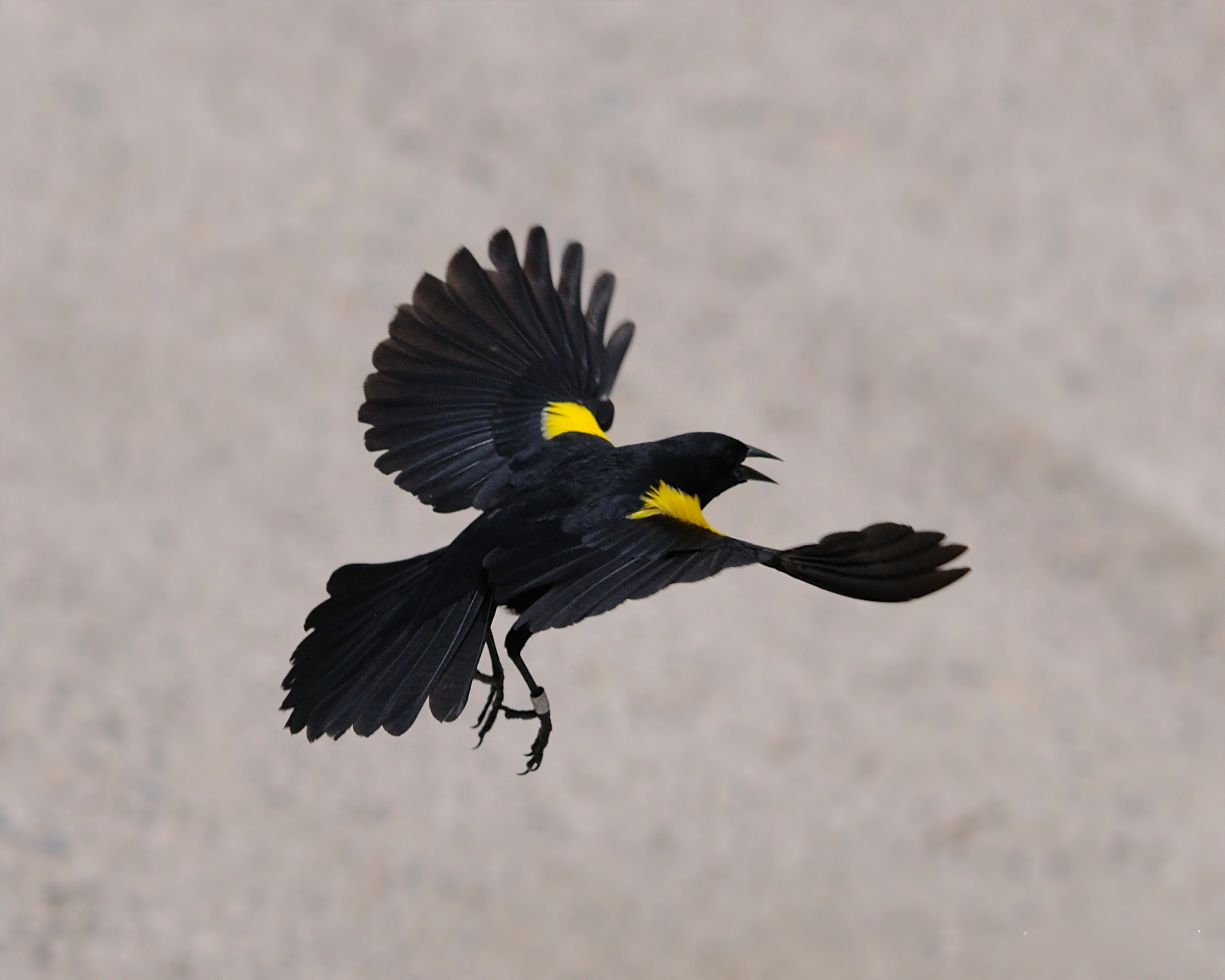
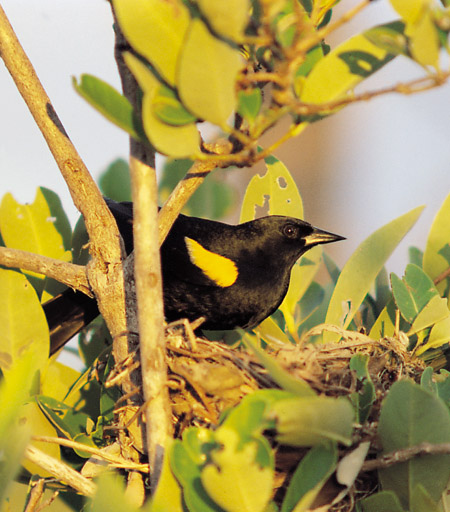

## Status
Arten har ett mycket litet utbredningsområde och ett litet bestånd som dessutom tros minska i framtiden till följd av olika hot. Internationella naturvårdsunionen IUCN kategoriserar den därför som starkt hotad. Världspopulationen uppskattas till under 1 000 vuxna individer.